# سرگی چبوتارنکو
سرگی چبوتارنکو (اوکراینی: Сергій Юрійович Чеботаренко، آوانگاری: Serhii Yuriyovych Chebotarenko؛ زادهٔ ۲۶ مهٔ ۱۹۸۴) تهیه‌کننده فیلم، و کارگردان فیلم اهل اوکراین است.